# Мадалиева, Манзура Абдуллаевна
Мадалиева Манзура Абдуллаевна (узб. Madalieva Manzura Abdullaevna; 26 августа 1947 года, Коканд, Узбекская ССР, СССР) — учитель высокого уровня. Герой Узбекистана с 1997 года.

## Биография
В 1970 году окончила факультет Кокандского педагогического института. С 1970 года работает в 10-й школе города Коканда. Являлась учителем математики, создала уникальную школу в своем образовании. Она был первым в школе, кто организовал «класс математики» и накрыл его циновкой[прояснить]. Работает по истории России, математики. Она выставляла фотографии и книги великих ученых. Она была первым в регионе, кто провел «Ночь интересной математики». Манзура широко использовала телевидение в обучении математике. Узбекское телевидение показало её сценарий в программе «Ночь невежественной математики». Аналогичное шоу было показано участникам международной научной конференции, посвященной 1200-летию Аль-Хорезми. Манзура хорошо использует наглядные пособия и компьютеры в классе. Она является автором книги «На сцене — математика» и инсценировки «Организация многоугольников и Ахмад».